# SM-veckan 2013 (sommar)
SM-veckan sommar 2013 avgjordes i Halmstad 1–7 juli och var den fjärde sommarupplagan av SM-veckan. Tävlingarna arrangerades av Riksidrottsförbundet (RF), Sveriges Television (SVT) och Halmstads kommun. Det var andra året i följd som tävlingarna arrangerades i Halmstad. Flera av grenarna avgjordes centralt och många andra avgjordes i och runt Halmstad Arena. Simtävlingarna avgjordes på utomhusstadion Brottet. Även centralt i Halmstad, bland annat på Stora Torg, kom flera grenar att avgöras.

## Sporter
| - Badminton (Mixed-SM)) - Beachhandboll - Beachvattenpolo - Biathle - Biljard - Boule (precisionsskytte) - Brasiliansk jiu-jitsu - Casting - Cykelsport (Kortdistans-SM) - Dragkamp - Friidrott (Lag-SM) | - Frisbee - Inlinehockey - Inlines - Konstflyg - Militär femkamp - Modellflyg - Orienteringsskytte - Rally (Sommarsprint) - Rodd (Sprint) - Roller derby | - Rullskidor - Simning - Streetbasket - Styrkelyft - Superenduro - Triathlon - Truppgymnastik - Tyngdlyftning - Vindsurfing - Öppet vatten-simning |

## Resultat

### Badminton
Plats: Halmstad Arena, hall B
| Gren      | Guld                                      | Guld                                      | Silver                                | Silver                                | Brons | Brons |
| --------- | ----------------------------------------- | ----------------------------------------- | ------------------------------------- | ------------------------------------- | ----- | ----- |
| Mixed-lag | Ellinor Widh Mattias Borg Mariestad/Malmö | Ellinor Widh Mattias Borg Mariestad/Malmö | Clara Nistad Mattias Wigarth Täby BMF | Clara Nistad Mattias Wigarth Täby BMF |       |       |

### Beachvattenpolo
Plats: Nissan vid picassoparken
| Gren   | Guld          | Guld          | Silver        | Silver        | Brons       | Brons       |
| ------ | ------------- | ------------- | ------------- | ------------- | ----------- | ----------- |
| Herrar | Järfälla SS   | Järfälla SS   | Linköpings SF | Linköpings SF | SoIK Hellas | SoIK Hellas |
| Damer  | Linköpings SF | Linköpings SF | SK Neptun     | SK Neptun     | Järfälla SS | Järfälla SS |

### Beachhandboll
Plats: Tylösand
| Gren   | Guld           | Guld           | Silver         | Silver         | Brons         | Brons     |
| ------ | -------------- | -------------- | -------------- | -------------- | ------------- | --------- |
| Herrar | HK Drott       | HK Drott       | Hisingen Beach | Hisingen Beach | HK Malmö      | HK Malmö  |
| Herrar | HK Drott       | HK Drott       | Hisingen Beach | Hisingen Beach | Team Drott 78 |           |
| Damer  | OV Helsingborg | OV Helsingborg | HK Drott       | HK Drott       | HK Aranäs     | HK Aranäs |
| Damer  | OV Helsingborg | OV Helsingborg | HK Drott       | HK Drott       | Fjärås HK     |           |

### Biathle
Plats: Kapsylparken, utanför Halmstads stadsbibliotek
| Gren   | Guld                          | Guld                          | Silver                    | Silver                    | Brons                          | Brons                          |
| ------ | ----------------------------- | ----------------------------- | ------------------------- | ------------------------- | ------------------------------ | ------------------------------ |
| Herrar | Gabriel Sandör NocOut.se      | Gabriel Sandör NocOut.se      | Tom Honig IF Mantra Sport | Tom Honig IF Mantra Sport | Jonas Colting Colting Coaching | Jonas Colting Colting Coaching |
| Damer  | Jenni Nilsson IF Mantra Sport | Jenni Nilsson IF Mantra Sport | Louise Nilsson IS Göta    | Louise Nilsson IS Göta    | Ida Salonen IK Trasten         | Ida Salonen IK Trasten         |

### Biljard
Plats: Eurostop Halmstad
| Gren           | Guld                              | Guld                              | Silver                        | Silver                        | Brons                     | Brons                     |
| -------------- | --------------------------------- | --------------------------------- | ----------------------------- | ----------------------------- | ------------------------- | ------------------------- |
| Damer, 8-ball  | Louise Furberg TriQ               | Louise Furberg TriQ               | Helena Benjamin Stockholms BS | Helena Benjamin Stockholms BS | Carline Roos Norrtelje BK | Carline Roos Norrtelje BK |
| Damer, 8-ball  | Louise Furberg TriQ               | Louise Furberg TriQ               | Helena Benjamin Stockholms BS | Helena Benjamin Stockholms BS | Ann-Sofie Löfgren TriQ    |                           |
| Damer, 10-ball | Martine Christensen Stockholms BS | Martine Christensen Stockholms BS | Helena Benjamin Stockholms BS | Helena Benjamin Stockholms BS | Louise Furberg TriQ       | Louise Furberg TriQ       |
| Damer, 10-ball | Martine Christensen Stockholms BS | Martine Christensen Stockholms BS | Helena Benjamin Stockholms BS | Helena Benjamin Stockholms BS | Ann-Sofie Löfgren TriQ    |                           |

### Boule
Plats: Stora Torg
| Gren        | Guld                                | Guld                                | Silver                      | Silver                      | Brons                           | Brons                           |
| ----------- | ----------------------------------- | ----------------------------------- | --------------------------- | --------------------------- | ------------------------------- | ------------------------------- |
| Damer       | Jessica Johansson Coccinelle PC     | Jessica Johansson Coccinelle PC     | Pia Terestchenko Boo SK     | Pia Terestchenko Boo SK     | Cajsa Qvarnström Sörbyängens BK | Cajsa Qvarnström Sörbyängens BK |
| Damer       | Jessica Johansson Coccinelle PC     | Jessica Johansson Coccinelle PC     | Pia Terestchenko Boo SK     | Pia Terestchenko Boo SK     | Tove Orrbeck IFK Goteboule      |                                 |
| Öppen klass | William Silfverberg Halmstad Petank | William Silfverberg Halmstad Petank | Ali Abdi Aden Sitting Boule | Ali Abdi Aden Sitting Boule | Alexander Norin Lindome BK      | Alexander Norin Lindome BK      |
| Öppen klass | William Silfverberg Halmstad Petank | William Silfverberg Halmstad Petank | Ali Abdi Aden Sitting Boule | Ali Abdi Aden Sitting Boule | Maths Lind Sitting Boule        |                                 |

### Brasiliansk jiu-jitsu
Plats: Halmstad Arena, hall A
| Gren                | Guld | Guld | Silver | Silver | Brons | Brons |
| ------------------- | ---- | ---- | ------ | ------ | ----- | ----- |
| Herrarnas –57,5 kg  |      |      |        |        |       |       |
| Herrarnas –64 kg    |      |      |        |        |       |       |
| Herrarnas –70 kg    |      |      |        |        |       |       |
| Herrarnas –76 kg    |      |      |        |        |       |       |
| Herrarnas –82,3 kg  |      |      |        |        |       |       |
| Herrarnas –88,3 kg  |      |      |        |        |       |       |
| Herrarnas –94,3 kg  |      |      |        |        |       |       |
| Herrarnas –100,5 kg |      |      |        |        |       |       |
| Herrarnas +100,5 kg |      |      |        |        |       |       |
| Damernas –53,5 kg   |      |      |        |        |       |       |
| Damernas –58,5 kg   |      |      |        |        |       |       |
| Damernas –64 kg     |      |      |        |        |       |       |
| Damernas –69 kg     |      |      |        |        |       |       |
| Damernas –74 kg     |      |      |        |        |       |       |
| Damernas +74 kg     |      |      |        |        |       |       |

### Casting
Plats: Halmstad Arena, plan 10–11
| Gren                        | Guld | Guld | Silver | Silver | Brons | Brons |
| --------------------------- | ---- | ---- | ------ | ------ | ----- | ----- |
| Herrar fluga precision      |      |      |        |        |       |       |
| Herrar fluga längd enhands  |      |      |        |        |       |       |
| Herrar fluga längd tvåhands |      |      |        |        |       |       |
| Herrar trout accuracy       |      |      |        |        |       |       |
| Herrar fluga trout distace  |      |      |        |        |       |       |
| Herrar seatrout distance    |      |      |        |        |       |       |
| Herrar salmon distance      |      |      |        |        |       |       |
| Damer fluga precision       |      |      |        |        |       |       |
| Damer fluga längd enhands   |      |      |        |        |       |       |
| Damer trout accuracy        |      |      |        |        |       |       |
| Damer fluga trout distace   |      |      |        |        |       |       |
| Damer seatrout distance     |      |      |        |        |       |       |
| Damer salmon distance       |      |      |        |        |       |       |

### Cykel
Plats: Centrala Halmstad, start och mål vid Stora Torg
| Gren                  | Guld | Guld | Silver | Silver | Brons | Brons |
| --------------------- | ---- | ---- | ------ | ------ | ----- | ----- |
| Herrarnas kortdistans |      |      |        |        |       |       |
| Damernas kortdistans  |      |      |        |        |       |       |

### Dragkamp
Plats: Vid Simstadion Brottet
| Gren           | Guld | Guld | Silver | Silver | Brons | Brons |
| -------------- | ---- | ---- | ------ | ------ | ----- | ----- |
| Herrarn 640 kg |      |      |        |        |       |       |
| Damer 560 kg   |      |      |        |        |       |       |
| Mixed 600 kg   |      |      |        |        |       |       |

### Friidrott
Plats: Sannarps IP
| Gren        | Guld          | Guld          | Silver        | Silver        | Brons     | Brons     |
| ----------- | ------------- | ------------- | ------------- | ------------- | --------- | --------- |
| Lag, herrar | Spårvägens FK | Spårvägens FK | Hässelby SK   | Hässelby SK   | Ullevi FK | Ullevi FK |
| Lag, damer  | Hässelby SK   | Hässelby SK   | Spårvägens FK | Spårvägens FK | Ullevi FK | Ullevi FK |

### Frisbee
Plats: Söndrums IP och Halmstad Arena, plan 4
| Gren              | Guld | Guld | Silver | Silver | Brons | Brons |
| ----------------- | ---- | ---- | ------ | ------ | ----- | ----- |
| DDC, herrar       |      |      |        |        |       |       |
| Fristil, herrar   |      |      |        |        |       |       |
| Precision, herrar |      |      |        |        |       |       |
| DDC, open         |      |      |        |        |       |       |
| Fristil, open     |      |      |        |        |       |       |
| Precision, open   |      |      |        |        |       |       |
| Ultimate, mixed   |      |      |        |        |       |       |

### Inlinehockey
Plats: Halmstad Arena, ishallen
| Gren   | Guld              | Guld              | Silver                        | Silver                        | Brons         | Brons         |
| ------ | ----------------- | ----------------- | ----------------------------- | ----------------------------- | ------------- | ------------- |
| Herrar | Eaglesport Örebro | Eaglesport Örebro | Göteborg Revolution Inline HC | Göteborg Revolution Inline HC | BIK Karlskoga | BIK Karlskoga |

Slutspel
|  | Kvartsfinaler            | Kvartsfinaler     |                         |               | Semifinaler      | Semifinaler |  |  | Final | Final |
|  |                          |                   |                         |               |                  |             |  |  |       |       |
|  |                          |                   |                         |               |                  |             |  |  |       |       |
|  |                          |                   |                         |               |                  |             |  |  |       |       |
|  | Göteborg Revolution IHC  | 20                |                         |               |                  |             |  |  |       |       |
|  | Göteborg Revolution IHC  | 20                |                         |               |                  |             |  |  |       |       |
|  | Huddinge Hockey Inlines  | 3                 |                         |               |                  |             |  |  |       |       |
|  | Huddinge Hockey Inlines  | 3                 | Göteborg Revolution IHC | 11            |                  |             |  |  |       |       |
|  |                          |                   | Göteborg Revolution IHC | 11            |                  |             |  |  |       |       |
|  |                          | Resport Karlstad  | 7                       |               |                  |             |  |  |       |       |
|  | Resport Karlstad         | Resport Karlstad  | 7                       | 4             |                  |             |  |  |       |       |
|  | Resport Karlstad         |                   |                         | 4             |                  |             |  |  |       |       |
|  | Landvetter Chiefs        | 2                 |                         |               |                  |             |  |  |       |       |
|  | Landvetter Chiefs        | 2                 | Göteborg Revolution IHC | 2             |                  |             |  |  |       |       |
|  |                          |                   | Göteborg Revolution IHC | 2             |                  |             |  |  |       |       |
|  |                          | Eaglesport Örebro | 6                       |               |                  |             |  |  |       |       |
|  | Marsblade Capitals Sthlm | Eaglesport Örebro | 6                       | 3             |                  |             |  |  |       |       |
|  | Marsblade Capitals Sthlm |                   |                         | 3             |                  |             |  |  |       |       |
|  | Eaglesport Örebro        | 8                 |                         |               |                  |             |  |  |       |       |
|  | Eaglesport Örebro        | 8                 | Eaglesport Örebro       | 5             | Bronsmatch       | Bronsmatch  |  |  |       |       |
|  |                          |                   | Eaglesport Örebro       | 5             | Bronsmatch       | Bronsmatch  |  |  |       |       |
|  |                          | BIK Karlskoga     | 4                       |               |                  |             |  |  |       |       |
|  | BIK Karlskoga            | BIK Karlskoga     | 4                       | 11            | Resport Karlstad | 4           |  |  |       |       |
|  | BIK Karlskoga            |                   |                         | 11            | Resport Karlstad | 4           |  |  |       |       |
|  | Lemmings IHC             | 2                 |                         | BIK Karlskoga | 6                |             |  |  |       |       |
|  | Lemmings IHC             | 2                 |                         |               | 6                |             |  |  |       |       |
|  |                          |                   |                         |               |                  |             |  |  |       |       |
|  |                          |                   |                         |               |                  |             |  |  |       |       |

### Inlines
Plats: Cityarenan
| Gren                           | Guld | Guld | Silver | Silver | Brons | Brons |
| ------------------------------ | ---- | ---- | ------ | ------ | ----- | ----- |
| Herrarnas sprint 500 m         |      |      |        |        |       |       |
| Herrarnas eliminering 10 000 m |      |      |        |        |       |       |
| Damernas sprint 500 m          |      |      |        |        |       |       |
| Damernas eliminering 10 000 m  |      |      |        |        |       |       |

### Konstflyg
Plats: Halmstads flygplats
| Gren         | Guld | Guld | Silver | Silver | Brons | Brons |
| ------------ | ---- | ---- | ------ | ------ | ----- | ----- |
| Sportsman    |      |      |        |        |       |       |
| Intermediate |      |      |        |        |       |       |
| Advanced     |      |      |        |        |       |       |

### Militär femkamp
Plats: Galgberget, Norre Katts park och Brottet
| Gren   | Guld | Guld | Silver | Silver | Brons | Brons |
| ------ | ---- | ---- | ------ | ------ | ----- | ----- |
| Herrar |      |      |        |        |       |       |
| Damer  |      |      |        |        |       |       |

### Modellflyg
Plats: Hökaklubben
| Gren | Guld | Guld | Silver | Silver | Brons | Brons |
| ---- | ---- | ---- | ------ | ------ | ----- | ----- |
| F4C  |      |      |        |        |       |       |
| F4H  |      |      |        |        |       |       |

### Orienteringskytte
Plats: Nyårsåsens skjutfält
| Gren               | Guld | Guld | Silver | Silver | Brons | Brons |
| ------------------ | ---- | ---- | ------ | ------ | ----- | ----- |
| Herrarnas masstart |      |      |        |        |       |       |
| Herrarnas stafett  |      |      |        |        |       |       |
| Damernas masstart  |      |      |        |        |       |       |
| Damernas stafett   |      |      |        |        |       |       |

### Rally
Plats: Hamnen
| Gren         | Guld | Guld | Silver        | Silver        | Brons | Brons |
| ------------ | ---- | ---- | ------------- | ------------- | ----- | ----- |
| 2WD (sprint) |      |      | Niclas Hansen | Niclas Hansen |       |       |
| 4WD (sprint) |      |      |               |               |       |       |

### Rodd
Plats: Nissan, centrum
| Gren                       | Guld                                             | Guld                                             | Silver                                     | Silver                                     | Brons                                          | Brons                                          |
| -------------------------- | ------------------------------------------------ | ------------------------------------------------ | ------------------------------------------ | ------------------------------------------ | ---------------------------------------------- | ---------------------------------------------- |
| Herrarnas singelsculler    | Oskar Russberg Strömstads RK                     | Oskar Russberg Strömstads RK                     | Dennis Gustavsson Höganäs RF               | Dennis Gustavsson Höganäs RF               | Emil Freudenthal Mölndals RK                   | Emil Freudenthal Mölndals RK                   |
| Herrarnas dubbelsculler    | Jakob Knejp Urban Kärrfelt Stockholmspolisens IF | Jakob Knejp Urban Kärrfelt Stockholmspolisens IF | Nick Andersson Rasmus Melin Falkenbergs RK | Nick Andersson Rasmus Melin Falkenbergs RK | Jörgen Nilsson Sigvard Eriksson Mölndals RK    | Jörgen Nilsson Sigvard Eriksson Mölndals RK    |
| Herrarnas scullerfyra      |                                                  |                                                  |                                            |                                            |                                                |                                                |
| Herrarnas tvåa us          | Leif Johansson Tobias Karlsson Falkenbergs RK    | Leif Johansson Tobias Karlsson Falkenbergs RK    | Filip Nilsson Oskar Svensson Mölndals RK   | Filip Nilsson Oskar Svensson Mölndals RK   | Peter Karlsson Mattias Carlsson Kungälvs RK    | Peter Karlsson Mattias Carlsson Kungälvs RK    |
| Herrarnas fyra us          |                                                  |                                                  |                                            |                                            |                                                |                                                |
| Herrarnas åtta med styrman |                                                  |                                                  |                                            |                                            |                                                |                                                |
| Damernas singelsculler     | Frida Svensson Strömstads RK                     | Frida Svensson Strömstads RK                     | Maria Wilgotson Öresjö SS                  | Maria Wilgotson Öresjö SS                  | Cecilia Lilja Vaxholms RF                      | Cecilia Lilja Vaxholms RF                      |
| Damernas dubbelsculler     | Emma Fredh Lovisa Claesson Öresjö SS             | Emma Fredh Lovisa Claesson Öresjö SS             | Maria Wilgotson Malin Wilgotson Öresjö SS  | Maria Wilgotson Malin Wilgotson Öresjö SS  | Camilla Karlsson Katarina Maiqvist Mölndals RK | Camilla Karlsson Katarina Maiqvist Mölndals RK |
| Damernas scullerfyra       |                                                  |                                                  |                                            |                                            |                                                |                                                |

### Roller derby
Plats: Halmstad Arena, ishallen
| Gren  | Guld                   | Guld                   | Silver             | Silver             | Brons             | Brons             |
| ----- | ---------------------- | ---------------------- | ------------------ | ------------------ | ----------------- | ----------------- |
| Damer | Stockholm Roller Derby | Stockholm Roller Derby | Crime City Rollers | Crime City Rollers | Dock City Rollers | Dock City Rollers |

Slutspel
|  | Omgång 1 | Omgång 1                | Omgång 1                |                    |                    | Omgång 2               | Omgång 2 | Omgång 2 |                    |                    | Final              | Final                   | Final |
|  |          |                         |                         |                    |                    |                        |          |          |                    |                    |                    |                         |       |
|  | 1        | Stockholm Roller Derby  | 369                     |                    |                    |                        |          |          |                    |                    |                    |                         |       |
|  | 8        | Västerås Roller Derby   | 61                      |                    |                    |                        |          |          |                    |                    |                    |                         |       |
|  | 8        | Västerås Roller Derby   | 61                      |                    | 1                  | Stockholm Roller Derby | 237      |          |                    |                    |                    |                         |       |
|  |          |                         |                         |                    | 1                  | Stockholm Roller Derby | 237      |          |                    |                    |                    |                         |       |
|  |          | 3                       | Dock City Rollers       | 74                 |                    |                        |          |          |                    |                    |                    |                         |       |
|  | 3        | 3                       | Dock City Rollers       | 74                 | Dock City Rollers  | 316                    |          |          |                    |                    |                    |                         |       |
|  | 3        |                         |                         |                    | Dock City Rollers  | 316                    |          |          |                    |                    |                    |                         |       |
|  | 6        | Ume Radical Rollers     | 81                      |                    |                    |                        |          |          |                    |                    |                    |                         |       |
|  |          |                         |                         |                    |                    |                        |          |          |                    |                    | 1                  | Stockholm Roller Derby  | 278   |
|  |          |                         | 2                       | Crime City Rollers | 149                |                        |          |          |                    |                    |                    |                         |       |
|  | 2        | Crime City Rollers      | 579                     |                    |                    |                        |          |          |                    |                    |                    |                         |       |
|  | 7        | Stockholm Royal Army    | 28                      |                    |                    |                        |          |          |                    |                    |                    |                         |       |
|  | 7        | Stockholm Royal Army    | 28                      |                    | 2                  | Crime City Rollers     | 639      |          | Bout om tredjepris | Bout om tredjepris | Bout om tredjepris | Bout om tredjepris      |       |
|  |          |                         |                         |                    | 2                  | Crime City Rollers     | 639      |          | Bout om tredjepris | Bout om tredjepris | Bout om tredjepris | Bout om tredjepris      |       |
|  |          | 5                       | Gothenburg Roller Derby | 96                 |                    |                        |          |          |                    |                    |                    |                         |       |
|  | 4        | 5                       | Gothenburg Roller Derby | 96                 | Luleå Roller Derby | 115                    |          | 3        | Dock City Rollers  | 363                |                    |                         |       |
|  | 4        |                         |                         |                    | Luleå Roller Derby | 115                    |          | 3        | Dock City Rollers  | 363                |                    |                         |       |
|  | 5        | Gothenburg Roller Derby | 212                     |                    |                    |                        |          |          |                    |                    | 5                  | Gothenburg Roller Derby | 109   |

### Rullskidor
Plats: start och mål vid Stora Torg
| Gren                    | Guld                                       | Guld                                       | Silver                                            | Silver                                            | Brons                                       | Brons                                       |
| ----------------------- | ------------------------------------------ | ------------------------------------------ | ------------------------------------------------- | ------------------------------------------------- | ------------------------------------------- | ------------------------------------------- |
| Herrarnas masstart      | Marcus Johansson Ulricehamns IF            | Marcus Johansson Ulricehamns IF            | Joakim Engström IFK Mora                          | Joakim Engström IFK Mora                          | Anton Lindblad Sollefteå SK                 | Anton Lindblad Sollefteå SK                 |
| Herrarnas sprintstafett | Emil Ekman Marcus Johansson Ulricehamns IF | Emil Ekman Marcus Johansson Ulricehamns IF | Samuel Norlén Tobias Westman IK Stern             | Samuel Norlén Tobias Westman IK Stern             | Fredrik Andreé Tobias Thorn BOIS Bengtsfors | Fredrik Andreé Tobias Thorn BOIS Bengtsfors |
| Damernas masstart       | Charlotte Kalla Piteå Elit                 | Charlotte Kalla Piteå Elit                 | Therese Andersson IFK Umeå                        | Therese Andersson IFK Umeå                        | Elin Mohlin Sollefteå SK                    | Elin Mohlin Sollefteå SK                    |
| Damernas sprintstafett  | Emelie Cedervärn Hanna Falk Ulricehamns IF | Emelie Cedervärn Hanna Falk Ulricehamns IF | Maria Magnusson Sofie Svensson IK Hakarpspojkarna | Maria Magnusson Sofie Svensson IK Hakarpspojkarna | Ej utdelat                                  | Ej utdelat                                  |

### Simning
Plats: Simstadion Brottet
| Gren                      | Guld                                                                               | Guld                                                                               | Silver                                                                     | Silver                                                                     | Brons                                                                                   | Brons                                                                                   |
| ------------------------- | ---------------------------------------------------------------------------------- | ---------------------------------------------------------------------------------- | -------------------------------------------------------------------------- | -------------------------------------------------------------------------- | --------------------------------------------------------------------------------------- | --------------------------------------------------------------------------------------- |
| Herrarnas 50 m frisim     |                                                                                    |                                                                                    |                                                                            |                                                                            |                                                                                         |                                                                                         |
| Herrarnas 100 m frisim    | Oscar Ekström Linköpings ASS                                                       | Oscar Ekström Linköpings ASS                                                       | Mattias Carlsson Uddevalla Sim                                             | Mattias Carlsson Uddevalla Sim                                             | Robin Andréasson Mölndals ASS                                                           | Robin Andréasson Mölndals ASS                                                           |
| Herrarnas 200 m frisim    |                                                                                    |                                                                                    |                                                                            |                                                                            |                                                                                         |                                                                                         |
| Herrarnas 400 m frisim    |                                                                                    |                                                                                    |                                                                            |                                                                            |                                                                                         |                                                                                         |
| Herrarnas 800 m frisim    |                                                                                    |                                                                                    |                                                                            |                                                                            |                                                                                         |                                                                                         |
| Herrarnas 1500 m frisim   | Oskar Nordstrand Helsingborgs SS                                                   | Oskar Nordstrand Helsingborgs SS                                                   | Christopher Jedel Mölndals ASS                                             | Christopher Jedel Mölndals ASS                                             | Anton Björk-Teuscher Karlstads SS                                                       | Anton Björk-Teuscher Karlstads SS                                                       |
| Herrarnas 50 m fjärilsim  | Henrik Lindau Karlskrona SS                                                        | Henrik Lindau Karlskrona SS                                                        | Lars Frölander Linköpings ASS                                              | Lars Frölander Linköpings ASS                                              | David Larsson Uddevalla Sim                                                             | David Larsson Uddevalla Sim                                                             |
| Herrarnas 100 m fjärilsim |                                                                                    |                                                                                    |                                                                            |                                                                            |                                                                                         |                                                                                         |
| Herrarnas 200 m fjärilsim | Simon Sjödin SK Neptun                                                             | Simon Sjödin SK Neptun                                                             | Jesper Björk Stockholmspolisen IF                                          | Jesper Björk Stockholmspolisen IF                                          | Simon Frank SK Neptun                                                                   | Simon Frank SK Neptun                                                                   |
| Herrarnas 50 m bröstsim   |                                                                                    |                                                                                    |                                                                            |                                                                            |                                                                                         |                                                                                         |
| Herrarnas 100 m bröstsim  |                                                                                    |                                                                                    |                                                                            |                                                                            |                                                                                         |                                                                                         |
| Herrarnas 200 m bröstsim  | Erik Persson Kungsbacka SS                                                         | Erik Persson Kungsbacka SS                                                         | Linus Kanth Västerås SS                                                    | Linus Kanth Västerås SS                                                    | Andreas Fürst Väsby SS                                                                  | Andreas Fürst Väsby SS                                                                  |
| Herrarnas 50 m ryggsim    |                                                                                    |                                                                                    |                                                                            |                                                                            |                                                                                         |                                                                                         |
| Herrarnas 100 m ryggsim   | Mattias Carlsson Uddevalla Sim                                                     | Mattias Carlsson Uddevalla Sim                                                     | Pontus Palmqvist Linköpings ASS                                            | Pontus Palmqvist Linköpings ASS                                            | Axel Pettersson Jönköpings SS                                                           | Axel Pettersson Jönköpings SS                                                           |
| Herrarnas 200 m ryggsim   |                                                                                    |                                                                                    |                                                                            |                                                                            |                                                                                         |                                                                                         |
| Herrarnas 200 m medley    |                                                                                    |                                                                                    |                                                                            |                                                                            |                                                                                         |                                                                                         |
| Herrarnas 400 m medley    | Kristian Kron Helsingborgs SS                                                      | Kristian Kron Helsingborgs SS                                                      | Simon Frank SK Neptun                                                      | Simon Frank SK Neptun                                                      | Linus Kanth Västerås SS                                                                 | Linus Kanth Västerås SS                                                                 |
| Herrarnas 4x100 m frisim  |                                                                                    |                                                                                    |                                                                            |                                                                            |                                                                                         |                                                                                         |
| Herrarnas 4x200 m frisim  | Gustav Åberg Lejdström Oskar Nordstrand Robbin Steén Kristian Kron Helsingborgs SS | Gustav Åberg Lejdström Oskar Nordstrand Robbin Steén Kristian Kron Helsingborgs SS | Jacob Thulin Christoffer Vikström Simon Sjödin Simon Frank SK Neptun Lag 1 | Jacob Thulin Christoffer Vikström Simon Sjödin Simon Frank SK Neptun Lag 1 | Mattias Carlsson Jesper Svensson Jesper Jonsson Fredrich Risebrandt Uddevalla Sim Lag 1 | Mattias Carlsson Jesper Svensson Jesper Jonsson Fredrich Risebrandt Uddevalla Sim Lag 1 |
| Herrarnas 4x100 m medley  |                                                                                    |                                                                                    |                                                                            |                                                                            |                                                                                         |                                                                                         |
| Damernas 50 m frisim      |                                                                                    |                                                                                    |                                                                            |                                                                            |                                                                                         |                                                                                         |
| Damernas 100 m frisim     |                                                                                    |                                                                                    |                                                                            |                                                                            |                                                                                         |                                                                                         |
| Damernas 200 m frisim     | Sarah Sjöström Södertörns SS                                                       | Sarah Sjöström Södertörns SS                                                       | Louise Hansson Helsingborgs SS                                             | Louise Hansson Helsingborgs SS                                             | Henriette Stenkvist SK Neptun                                                           | Henriette Stenkvist SK Neptun                                                           |
| Damernas 400 m frisim     |                                                                                    |                                                                                    |                                                                            |                                                                            |                                                                                         |                                                                                         |
| Damernas 800 m frisim     | Martina Granström Jönköpings SS                                                    | Martina Granström Jönköpings SS                                                    | Josefine Hippi Väsby SS                                                    | Josefine Hippi Väsby SS                                                    | Alba Forés SK Triton                                                                    | Alba Forés SK Triton                                                                    |
| Damernas 1500 m frisim    |                                                                                    |                                                                                    |                                                                            |                                                                            |                                                                                         |                                                                                         |
| Damernas 50 m fjärilsim   |                                                                                    |                                                                                    |                                                                            |                                                                            |                                                                                         |                                                                                         |
| Damernas 100 m fjärilsim  | Sarah Sjöström Södertörns SS                                                       | Sarah Sjöström Södertörns SS                                                       | Louise Hansson Helsingborgs SS                                             | Louise Hansson Helsingborgs SS                                             | Martina Granström Jönköpings SS                                                         | Martina Granström Jönköpings SS                                                         |
| Damernas 200 m fjärilsim  |                                                                                    |                                                                                    |                                                                            |                                                                            |                                                                                         |                                                                                         |
| Damernas 50 m bröstsim    | Jennie Johansson Uppsala SS                                                        | Jennie Johansson Uppsala SS                                                        | Rebecca Ejdervik Täby Sim                                                  | Rebecca Ejdervik Täby Sim                                                  | Jessica Billquist Spårvägen SF                                                          | Jessica Billquist Spårvägen SF                                                          |
| Damernas 100 m bröstsim   |                                                                                    |                                                                                    |                                                                            |                                                                            |                                                                                         |                                                                                         |
| Damernas 200 m bröstsim   | Joline Höstman Mölndals ASS                                                        | Joline Höstman Mölndals ASS                                                        | Sara Thydén Väsby SS                                                       | Sara Thydén Väsby SS                                                       | Jessica Billquist Spårvägen SF                                                          | Jessica Billquist Spårvägen SF                                                          |
| Damernas 50 m ryggsim     | Magdalena Kuras SK Triton                                                          | Magdalena Kuras SK Triton                                                          | Michelle Coleman Täby Sim                                                  | Michelle Coleman Täby Sim                                                  | Ida Lindborg Malmö KSS                                                                  | Ida Lindborg Malmö KSS                                                                  |
| Damernas 100 m ryggsim    |                                                                                    |                                                                                    |                                                                            |                                                                            |                                                                                         |                                                                                         |
| Damernas 200 m ryggsim    | Sandra Hafström Helsingborgs SS                                                    | Sandra Hafström Helsingborgs SS                                                    | Henriette Stenkvist SK Neptun                                              | Henriette Stenkvist SK Neptun                                              | Sofia Svensson Skövde SS                                                                | Sofia Svensson Skövde SS                                                                |
| Damernas 200 m medley     |                                                                                    |                                                                                    |                                                                            |                                                                            |                                                                                         |                                                                                         |
| Damernas 400 m medley     |                                                                                    |                                                                                    |                                                                            |                                                                            |                                                                                         |                                                                                         |
| Damernas 4x100 m frisim   | Josefin Lindkvist Agnes Wiiand Petra Granlund Nadja Salomonsson Väsby SS Lag 1     | Josefin Lindkvist Agnes Wiiand Petra Granlund Nadja Salomonsson Väsby SS Lag 1     | Michelle Coleman Frida Nilsson Emma Karell Elsa Ericsson Täby Sim          | Michelle Coleman Frida Nilsson Emma Karell Elsa Ericsson Täby Sim          | Moa Ståhl Ebba Rosenquist Magdalena Kuras Alba Forés SK Triton                          | Moa Ståhl Ebba Rosenquist Magdalena Kuras Alba Forés SK Triton                          |
| Damernas 4x200 m frisim   |                                                                                    |                                                                                    |                                                                            |                                                                            |                                                                                         |                                                                                         |
| Damernas 4x100 m medley   |                                                                                    |                                                                                    |                                                                            |                                                                            |                                                                                         |                                                                                         |

### Streetbasket
Plats: Stora Torg
| Gren   | Guld | Guld | Silver | Silver | Brons | Brons |
| ------ | ---- | ---- | ------ | ------ | ----- | ----- |
| Herrar |      |      |        |        |       |       |

### Styrkelyft
Plats: Halmstad Arena, hall C
| Gren              | Guld                              | Guld                              | Silver                                 | Silver                                 | Brons                           | Brons                           |
| ----------------- | --------------------------------- | --------------------------------- | -------------------------------------- | -------------------------------------- | ------------------------------- | ------------------------------- |
| Herrarnas –59 kg  | Henri Rannanjärvi Göteborgs SK    | Henri Rannanjärvi Göteborgs SK    | Ej utdelat                             | Ej utdelat                             | Ej utdelat                      | Ej utdelat                      |
| Herrarnas –66 kg  | Hamid Hadizadeh Borlänge AK       | Hamid Hadizadeh Borlänge AK       | Fredrik Johansson Lunds TK             | Fredrik Johansson Lunds TK             | Shahnur Rahman Sundbybergs TK   | Shahnur Rahman Sundbybergs TK   |
| Herrarnas –74 kg  | Andreas Mäntykorpi ASK Eskilstuna | Andreas Mäntykorpi ASK Eskilstuna | Lars Carlsson Filipstads AK            | Lars Carlsson Filipstads AK            | Philip Johansson Lunds TK       | Philip Johansson Lunds TK       |
| Herrarnas –83 kg  | Marcus Grahn Borlänge AK          | Marcus Grahn Borlänge AK          | Joakim Kullström Stockholmspolisens IF | Joakim Kullström Stockholmspolisens IF | Daniel Österberg Säffle AK      | Daniel Österberg Säffle AK      |
| Herrarnas –93 kg  | Patrik Karlsson Karlstads AK      | Patrik Karlsson Karlstads AK      | Dennis Thorsen BFFS Nora               | Dennis Thorsen BFFS Nora               | Anders Henriksson Täby AK       | Anders Henriksson Täby AK       |
| Herrarnas –105 kg | Andreas Henning Sundbybergs TK    | Andreas Henning Sundbybergs TK    | Andreas Pahkamaa Öjeby AK              | Andreas Pahkamaa Öjeby AK              | Lars-Göran Brattlöf Borlänge AK | Lars-Göran Brattlöf Borlänge AK |
| Herrarnas –120 kg |                                   |                                   |                                        |                                        |                                 |                                 |
| Herrarnas +120 kg |                                   |                                   |                                        |                                        |                                 |                                 |
| Damernas –47 kg   |                                   |                                   |                                        |                                        |                                 |                                 |
| Damernas –52 kg   | Anna Lynge Köpings AK             | Anna Lynge Köpings AK             | Kristine Almroth Jönköpings SK         | Kristine Almroth Jönköpings SK         | Emelie Forsberg Linköpings AK   | Emelie Forsberg Linköpings AK   |
| Damernas –57 kg   | Johanna Eriksson Gnesta Gym       | Johanna Eriksson Gnesta Gym       | Annelie Izindre Karlstads AK           | Annelie Izindre Karlstads AK           | Joanne Kadir Lunds TK           | Joanne Kadir Lunds TK           |
| Damernas –63 kg   | Jenny Adolfsson Kalmar AK         | Jenny Adolfsson Kalmar AK         | Andrea Hammarström HAK/Greppet         | Andrea Hammarström HAK/Greppet         | Linda Samuelsson Sundbybergs TK | Linda Samuelsson Sundbybergs TK |
| Damernas –72 kg   | Karolina Arvidson Örebro KK       | Karolina Arvidson Örebro KK       | Marie Tunroth Jönköpings SK            | Marie Tunroth Jönköpings SK            | Sofie Johansson Täby AK         | Sofie Johansson Täby AK         |
| Damernas –84 kg   | Elisabet Söderberg Södertälje AK  | Elisabet Söderberg Södertälje AK  | Ej utdelat                             | Ej utdelat                             | Ej utdelat                      | Ej utdelat                      |
| Damernas +84 kg   | Emelie Pettersson Södra TK        | Emelie Pettersson Södra TK        | Moa Eskilsson Westbo AK                | Moa Eskilsson Westbo AK                | Ej utdelat                      | Ej utdelat                      |

### Superenduro
Plats: Söndrums IP
| Gren   | Guld | Guld | Silver | Silver | Brons | Brons |
| ------ | ---- | ---- | ------ | ------ | ----- | ----- |
| Herrar |      |      |        |        |       |       |

### Triathlon
Plats: Nissan, Stora Torg
| Gren             | Guld                          | Guld                          | Silver                     | Silver                     | Brons                                   | Brons                                   |
| ---------------- | ----------------------------- | ----------------------------- | -------------------------- | -------------------------- | --------------------------------------- | --------------------------------------- |
| Herrarnas sprint | Joel Vikner Västerås SS       | Joel Vikner Västerås SS       | Per Wangel AXA Sports Club | Per Wangel AXA Sports Club | Stefhan Andersen IF Mantra Sport        | Stefhan Andersen IF Mantra Sport        |
| Damernas sprint  | Jenni Nilsson IF Mantra Sport | Jenni Nilsson IF Mantra Sport | Ida Salonen IK Trasten     | Ida Salonen IK Trasten     | Amandra Bohlin Puppy Triathlete Society | Amandra Bohlin Puppy Triathlete Society |
| Mixedstafett     |                               |                               |                            |                            |                                         |                                         |

### Truppgymnastik
Plats: Halmstad Arena, hall A
| Gren   | Guld | Guld | Silver | Silver | Brons | Brons |
| ------ | ---- | ---- | ------ | ------ | ----- | ----- |
| Herrar |      |      |        |        |       |       |
| Damer  |      |      |        |        |       |       |
| Mixed  |      |      |        |        |       |       |

### Tyngdlyftning
Plats: Halmstad Arena, hall C
| Gren           | Guld                               | Guld                               | Silver                          | Silver                          | Brons                            | Brons                            |
| -------------- | ---------------------------------- | ---------------------------------- | ------------------------------- | ------------------------------- | -------------------------------- | -------------------------------- |
| Herrar –56 kg  | Bilal Al-Husseini Landskrona AK    | Bilal Al-Husseini Landskrona AK    | Ej utdelat                      | Ej utdelat                      | Ej utdelat                       | Ej utdelat                       |
| Herrar –62 kg  | Martin Zung Uppsala TK             | Martin Zung Uppsala TK             | Sebastian Nilsson Borlänge AK   | Sebastian Nilsson Borlänge AK   | Jan-Olov Åkesson Jönköpings AK   | Jan-Olov Åkesson Jönköpings AK   |
| Herrar –69 kg  | Anton Hilmersson Mossebergs AK     | Anton Hilmersson Mossebergs AK     | Jonas Hilmersson Mossebergs AK  | Jonas Hilmersson Mossebergs AK  | Emin Jasmin HAK Greppet          | Emin Jasmin HAK Greppet          |
| Herrar –77 kg  | Sixten Isaksson Örebro TK          | Sixten Isaksson Örebro TK          | André Aldenhov Marks TK         | André Aldenhov Marks TK         | Viktor Drougge Mockfjärds AK     | Viktor Drougge Mockfjärds AK     |
| Herrar –85 kg  | Martin Rothvall Mossebergs AK      | Martin Rothvall Mossebergs AK      | Jimmy Lund Olofströms FK        | Jimmy Lund Olofströms FK        | Peter Seberg Allmänna SK         | Peter Seberg Allmänna SK         |
| Herrar –94 kg  | Oskar Svensson Trelleborgs ABK     | Oskar Svensson Trelleborgs ABK     | Richard Markeng Mossebergs AK   | Richard Markeng Mossebergs AK   | Andreas Dyberg Trelleborgs ABK   | Andreas Dyberg Trelleborgs ABK   |
| Herrar –105 kg | Mikael Larsson Uppsala TK          | Mikael Larsson Uppsala TK          | Tobias Lindroth Uppsala TK      | Tobias Lindroth Uppsala TK      | Christoffer Ljungberg Uppsala TK | Christoffer Ljungberg Uppsala TK |
| Herrar +105 kg | Ragnar Öhman Athletic KK           | Ragnar Öhman Athletic KK           | Anders Andersson Klippans KK    | Anders Andersson Klippans KK    | Anders Bergström Sandvikens AK   | Anders Bergström Sandvikens AK   |
| Damer –53 kg   | Lena Berntsson Mossebergs AK       | Lena Berntsson Mossebergs AK       | Linda Tham Mockfjärds AK        | Linda Tham Mockfjärds AK        | Frida Bessner Stockholms AK      | Frida Bessner Stockholms AK      |
| Damer –58 kg   | Angelica Roos Mossebergs AK        | Angelica Roos Mossebergs AK        | Emma Enberg Mariestads AIF      | Emma Enberg Mariestads AIF      | Sara Ghavami Sandvikens AK       | Sara Ghavami Sandvikens AK       |
| Damer –63 kg   | Stina-Maria Sandgren Mossebergs AK | Stina-Maria Sandgren Mossebergs AK | Helena Hugosson Stockholms AK   | Helena Hugosson Stockholms AK   | Hanna Ögren IFK Umeå             | Hanna Ögren IFK Umeå             |
| Damer –69 kg   | Carita Hansson Allmänna SK         | Carita Hansson Allmänna SK         | Madeleine Ahlner Skara AK       | Madeleine Ahlner Skara AK       | Kristin Andersson Landskrona AK  | Kristin Andersson Landskrona AK  |
| Damer –75 kg   | Emma Wennerström Kalmar AK         | Emma Wennerström Kalmar AK         | Cornelia Hansson Falu AK        | Cornelia Hansson Falu AK        | Josefine Reise Sundsvalls AK     | Josefine Reise Sundsvalls AK     |
| Damer +75 kg   | Karin Engström Stockholms AK       | Karin Engström Stockholms AK       | Rebecka Holmqvist Mossebergs AK | Rebecka Holmqvist Mossebergs AK | Josephine Amedro HAK/Greppet     | Josephine Amedro HAK/Greppet     |

### Vindsurfing
Plats: Tylösand–Ringnäs

### Öppet vatten-simning
Plats: Nissan, start vid Slottsbron
| Gren          | Guld                         | Guld                         | Silver                                  | Silver                                  | Brons                     | Brons                     |
| ------------- | ---------------------------- | ---------------------------- | --------------------------------------- | --------------------------------------- | ------------------------- | ------------------------- |
| Herrar 5000 m | Gusten Eriksson Motala SS    | Gusten Eriksson Motala SS    | Anton Björck-Teuscher Karlstads SS      | Anton Björck-Teuscher Karlstads SS      | Tim Arnessen Mölndals ASS | Tim Arnessen Mölndals ASS |
| Damer 5000 m  | Ellen Olsson Skåre Swim Club | Ellen Olsson Skåre Swim Club | Desirée Andersson Stockholmspolisens IF | Desirée Andersson Stockholmspolisens IF | Angela Fox SK Ran         | Angela Fox SK Ran         |

## Medaljliga
Medaljliga efter respektive län.
| Rank | Län             | Guld | Silver | Brons | Totalt |
| ---- | --------------- | ---- | ------ | ----- | ------ |
| 1    | Stockholm       | 48   | 47     | 46    | 141    |
| 2    | Skåne           | 34   | 18     | 33    | 85     |
| 3    | Västra Götaland | 30   | 43     | 36    | 109    |
| 4    | Uppsala         | 14   | 7      | 9     | 30     |
| 5    | Halland         | 9    | 6      | 8     | 23     |
| 6    | Örebro          | 9    | 3      | 3     | 15     |
| 7    | Dalarna         | 7    | 11     | 4     | 22     |
| 8    | Norrbotten      | 7    | 8      | 4     | 19     |
| 9    | Jönköping       | 6    | 12     | 10    | 28     |
| 10   | Östergötland    | 5    | 7      | 4     | 16     |
| 11   | Kalmar          | 5    | 4      | 3     | 12     |
| 12   | Värmlands       | 4    | 4      | 3     | 11     |
| 13   | Södermanland    | 3    | 2      | 1     | 6      |
| 14   | Västernorrland  | 2    | 2      | 8     | 12     |
| 15   | Västmanland     | 2    | 1      | 4     | 7      |
| 16   | Västerbotten    | 2    | 1      | 2     | 5      |
| 17   | Blekinge        | 2    | 1      | 1     | 4      |
| 18   | Gävleborg       | 0    | 6      | 7     | 13     |
| 19   | Kronoberg       | 0    | 2      | 1     | 3      |
| –    | Gotland         | 0    | 0      | 0     | 0      |
| –    | Jämtland        | 0    | 0      | 0     | 0      |